# Water Rats – Die Hafencops
Water Rats – Die Hafencops ist eine australische Krimiserie.
Sie wurde von 1996 bis 2001 produziert und umfasst insgesamt 177 Folgen in 6 Staffeln. Sie wurde vom Sender Nine Network ausgestrahlt und produziert. In Deutschland lief sie seit dem 18. August 1996 samstags auf dem Sender RTL II im Morgenprogramm. Seitdem sind hier nur die ersten 39 Folgen (1. Staffel und die Hälfte der 2. Staffel) wiederholt ausgestrahlt worden. Die restlichen 138 Folgen wurden im deutschen Fernsehen nicht gesendet.

## Handlung
Die Serie handelt von der Sydney Water Police (Wasserschutzpolizei in Sydney) und begleitet die Ermittler bei der Verbrechensbekämpfung im Port Jackson, dem Hafen von Sydney. Gezeigt wird die Arbeit mehrerer Teams. Zum ersten ein Team aus Zivilpolizisten, die Mordfälle untersuchen und gegebenenfalls selbst aufklären oder an die Mordkommission weitergeben. Das zweite Team ist das Team auf der Nemesis, einem Schnellboot der Wasserschutzpolizei. Das dritte Team zeigt die Taucher der Polizei. Zu guter Letzt gibt es schließlich noch die Polizisten, die am Schalter arbeiten. Colin Friels und Catherine McClements waren die Hauptdarsteller der Serie, bevor sie diese 1999 verlassen haben. Später wurden Steve Bisley, Aaron Pedersen und Dee Smart die Hauptdarsteller. In der sechsten und letzten Staffel legten die Folgen mehr Gewicht auf das Leben der Polizisten.
Der Executive Producer Kris Noble machte die steigenden Kosten für den Abbruch der Serie verantwortlich.

## Figuren und Darsteller
Die Hauptdarsteller der Serie waren:
- Colin Friels als Detective Senior Constable Frank Holloway (1996–1999)
- Catherine McClements als Detective Senior Constable Rachel Goldstein (1996–1999)
- Steve Bisley als Detective Sergeant Jack Christey (1999–2001)
- Aaron Pedersen als Detective Senior Constable Michael Reilly (1999–2001)
- Dee Smart als Detective Senior Constable Alex St. Clare (2000–2001)

In Nebenrollen:
- Peter Bensley als Senior Sergeant/Chief Inspector Jeff Hawker (1996–2001)
- Jay Laga'aia als Senior Constable Tommy Tavita (1996–2001)
- Brett Partridge als Senior Constable Gavin Sykes (1996–2001)
- Toni Scanlan als Senior Sergeant Helen Blakemore (1996–2001)
- Scott Burgess als Sergeant Dave McCall (1996–2000)
- Aaron Jeffery als Constable Terry Watson (1996–1998)
- Sophie Heathcote als Constable Fiona Cassidy (1996–1997)
- Raelee Hill als Constable Tayler Johnson (1997–1999)
- Allison Cratchley als Constable Emma Woods (1998–2001)
- Anthony Martin als Colin "Chopper" Lewis (1997–2001)
- Diarmid Heidenreich als Constable Matthew Quinn (2000–2001)
- Brooke Satchwell als Sophie Ferguson (2000–2001)
- Joss McWilliam als Sergeant Lance Rorke (2000–2001)
- Rebecca Smart als Constable Donna Janevski (2000–2001)
- Treffyn Koreshoff als David Goldstein (1996–1999)
- Bill Young als Chief Inspector Clarke Webb (1996)
- Peter Mochrie als Detective Senior Sergeant John "Knocker" Harrison (1996)
- Claudia Black als Beth Williams (1997)

## Auszeichnungen
- 1998: Logie Awards, Silver Logie, Most Outstanding Actor für Colin Friels
- 1998: Logie Awards, Silver Logie, Most Outstanding Actress für Catherine McClements
- 1998: Australian Film Institute, Young Actor's Award, Kategorie Television, Paul Pantano
- 2001: Australian Writers' Guild, Awgie Award, Kategorie Television – Series für John Banas
- 2001: Australian Writers' Guild, Awgie Award, Kategorie Television – Series für Peter Gawler